# Pápai Református Kollégium Gimnáziuma
A Pápai Református Kollégium Gimnáziuma és Művészeti Szakgimnáziuma vagy közkeletű nevén a Refi egy négy, illetve hatosztályos középiskola Pápán, a Március 15. tér 9. szám alatt, ami a Pápai Református Kollégium keretein belül működik. Igazgatója 2007-től 2010-ig Kovács Dániel, utána 2012-ig Kovács Péter vette át a vezetést megbizott igazgatóként, utána Gránásiné Bácsi Tünde vette át az intézmény vezetését. A 2018-as tanévtől kezdődően Baráth Julianna az intézmény igazgatója, aki a 2022/2023-as tanév végével nyugdíjba ment. Az igazgatói feladatokat Ferenczi Alpár igazgatóhelyettes vette át. A tanulók száma 340 körül mozog, közülük kb. 180 lakik internátusban.
A gimnázium feladatának tekinti, hogy tanulóit keresztény szellemben, Isten és a haza szeretetére, hűségére nevelje. Ez fogalmazódik meg az iskola egykori diákjának, Jókai Mórnak tulajdonított jelmondatban: „Istennek, hazának, tudománynak”.

## Története
Fő szócikk: A Pápai Református Kollégium története. Ez a szakasz csak az újraindulás utáni időszakot tárgyalja.
Majd négy évtizednyi hallgatás után, hosszas szervezőmunkát követően a gimnázium 1991. szeptember 1-jén kezdhette meg 460. tanévét (ekkor még csak négyosztályos gimnáziumként, három párhuzamos osztállyal). Pápán tartották a magyarországi református középiskolák országos tanévnyitóját, amin Antall József miniszterelnök mondott ünnepi beszédet.
A Bujáky Miklós igazgató vezette iskola kezdetben csak régi épületének néhány tantermét kapta vissza a keleti szárnyban, évekig egy épületben működött a Petőfi Sándor Gimnáziummal. A teljes épület 1994-re került vissza az egyház tulajdonába, ekkor írták fel újra a homlokzatra az 1952-ben, az államosításkor levert „Istennek, hazának, tudománynak” jelmondatot. A Petőfi Gimnázium, aminek akkorra elkészült az új épülete, a teljes bútorzatot és felszerelést magával vitte, így a Református Gimnázium egy elhanyagolt, üres épületet vehetett át. A gyülekezet és az öregdiákok, külföldi (elsősorban holland, német, svájci, skót) egyházak anyagi segítségével, nyugati testvériskolák tárgyi adományaiból azonban sikerült berendezni az üres termeket. Az épület helyreállításában és korszerűsítésében a tanári kar és a diákok is részt vettek, például a gázvezetéket is ők fektették végig az utcán és a téren, tanárok légkalapácsozták az aszfaltot és diákok ásták a gödröt.
1994-ben az iskola vezetését dr. Kálmán Attila volt államtitkár vette át, Bujáky Miklós a gazdasági igazgató feladatait vállalta. Felépült 18 tanárlakás, felújították és kibővítették az internátusokat.
A hatosztályos tagozat 1998-ban indult. 2005-ben dr. Korsós Bálint követte Kálmán Attilát az igazgatói székben, ő pedig azóta a gimnázium tatai kihelyezett tagozatát vezeti.

## Az iskola élete
A gimnáziumba egy írásbeli és szóbeli felvételi vizsga, helyesebben képességvizsgálat során lehet bekerülni. A tanulók különböző felekezetekhez tartoznak, bár legtöbben természetesen a reformátusok vannak. Tandíj nincs, a diákotthoni elhelyezés ingyenes. Az iskola kiterjedt nemzetközi kapcsolatokat ápol keleti és nyugati testvérintézményeivel.
A hetedik és nyolcadik osztály általános tantervű, a kilencedik-tizenkettedik évfolyamok egy humán, egy reál és egy általános tantervű osztályra oszlanak. A tanterv kiemelt hangsúlyt fektet az idegen nyelvek oktatására (angol, német, francia, szakkörön más modern nyelvek is, valamint a latin). A tanulók lehetőséget kapnak tudományos, zenei és képzőművészeti készségeik kibontakoztatására, a kollégium ősi jelmondatának szellemében: „Szabadon tenyészik”, és újra működik az évszázados múltú önképzőkör.
A hosszas kollégiumi együttélés, valamint az iskola sokszínű programjai, foglalkozásai hivatottak erősíteni a közösségi szellemet. Emellett a gimnázium kifejezetten vallásos nevelést nyújt diákjainak. A hittan és egyháztörténet kötelező tantárgy, természetesen kinek-kinek felekezete szerint. A tanítás megkezdése előtt a diákok minden reggel néhány perces áhítaton vesznek részt.  Karácsony előtt adventi estéket, évente 3x pedig ún. kollégiumi vasárnapokat tartanak, amelyeken a tanulók rövid műsort adnak elő a városi templomban tartott istentiszteleten.

## Külső hivatkozások
- A gimnázium honlapja
- Kálmán Attila igazgató oktatástörténeti előadása